# Starfield
Starfield — відеогра в жанрі рольового бойовика, розроблена Bethesda Game Studios і видана Bethesda Softworks для Microsoft Windows та Xbox Series X/S 6 вересня 2023 року. Сюжет, який є науково-фантастичною історією і розгортається у 2330 році, обертається навколо космічних подорожей та дослідження довкілля. Гра є першою новою інтелектуальною власністю Bethesda Softworks за понад десятиліття і позиціюється розробниками як їхній найбільший проєкт. Студія почала його розробку наприкінці 2015 року, після завершення праці над Fallout 4. Starfield ґрунтується на ігровому рушії Creation Engine, який Bethesda істотно переробила.

## Ігровий процес
Starfield є відеогрою від першої та третьої особи в жанрі рольового бойовика. Гравець може вільно переміщатися відкритим світом і використовувати космічні кораблі, щоби подорожувати між зоряними системами, в яких можна відвідати планети, космічні станції та космічні кораблі. Всього в грі 120 планетних систем із понад 1000 планет і супутників.
На початку гравець створює свого персонажа, налаштовуючи його передісторію та зовнішній вигляд, на додаток до інших опцій кастомізації, які впливають на деякі наративні аспекти. Впродовж гри він отримує навики, що поділяються на 5 категорій: наукові, технічні, соціальні, психологічні та бойові. Для розвитку навиків потрібно заробляти спеціальні очки.
Персонажу гравця доступні різні скафандри, кожен із яких має стійкість до певних планетарних умов, як-от токсичність і температура.
Особисті космічні кораблі пропонується налаштовувати за власним бажанням, використовуючи різні модулі й деталі. Для цього потрібно зустрітися з техніком, який присутній в кожному космопорту, але не всі вони надають однаковий асортимент частин. Композиція корабля впливає на його характеристики, такі як міцність броні, вантажопідйомність, швидкість або дальність міжзоряних польотів. Кораблі поділяються на класи і щоб керувати вищими класами, потрібно освоїти відповідні навики пілотування.
Гравець використовує різноманітну зброю, що завдає різні типи ушкоджень: фізичні, лазерні та електромагнітні. Зброю можна модифікувати різними деталями. На деяких планетах розташовані стародавні храми, в яких вивчаються спеціальні можливості, такі як тимчасова зміна гравітації чи призво на підмогу свого двійника з паралельного світу. Героя також можуть супроводжувати роботи-компаньйони, або ж люди, які допомагають під час подорожей. У грі присутні численні фракції, проте головною є організація «Сузір'я», група останніх дослідників космосу, частиною якої є протагоніст.
Гравець може приєднатися до великих і малих фракцій, щоби виконувати їхні квести, подібно до The Elder Scrolls V: Skyrim; він стає головою деяких фракцій після завершення їхніх квестів. Дозволяється вступити до будь-якої фракції та перебувати одночасно в декількох. Але виконання деяких квестів суперечить інтересам інших фракцій.

## Сюжет

### Світ гри
Події Starfield відбуваються у 2330 році, коли людство переселилося на Марс та інші планети після того, як Земля стала непридатною для життя, і досліджує регіон космосу, відомий як Населені системи. Земля загинула через колапс магнітосфери, зумовлений випробуваннями гравітаційного двигуна, розробленого астронавтом Віктором Айзою у 2100-і роки на основі інопланетного артефакта, знайденого на Марсі. Позаяк Земля втрачала атмосферу, держави Землі об'єдналися, щоб скоординувати масову евакуацію, яка стала поштовхом до першої колонізаційної експедиції до Альфи Центавра в 2156 році та формування Об'єднаних колоній у 2159 році. До 2330 року Земля не має жодних ознак життя на поверхні.
У Starfield є п'ять основних фракцій: «Сузір'я», «Сполучені колонії», «Колектив вільних зірок», корпорація «Ryujin Industries» і пірати «Багряного флоту». Спершу протагоніст вступає до «Сузір'я» — групи дослідників, яких очолює Сара Морган задля пошуків інопланетних артефактів. «Сузір'я» має напівміфічний статус і більшість людей взагалі не здогадуються про її існування. «Сполучені колонії» — це потужна космічна республіка, яка має хорошу армію та намагається побудувати утопічне суспільство. Під час Війни колоній за двадцять років до подій Starfield, вони воювали проти «Колективу вільних зірок». «Сполученим колоніям» належить найбільше місто в грі, Нова Атлантида. «Колектив вільних зірок» є угрупуванням, яке веде життя, подібне до життя на Дикому Заході та діє в інтересах власного відокремленого існування. Корпорація «Ryujin Industries» втілює ідеї кіберпанку, володіючи розвиненими технологіями, та має розвинене кримінальне підпілля. Пірати «Багряного флоту» населяють космічні станції, живуть із грабунків і пошуків скарбів.

### Дія
Гравець починає на Кріті, супутнику планети Анселон, у ролі шахтаря. Після знахідки в шахті інопланетного артефакта, він бачить видіння та непритомніє. Колеги забирають шахтаря, встановлюють як він пам'ятає своє минуле (при цьому відбувається налаштування персонажа), і доручають приєднатися до місії з протидії піратам, які захопили дослідницьку станцію на Місяці. В місячній печері він знаходить інший артефакт нелюдського походження та згодом приєднується до групи дослідників космосу, які називають себе «Сузір'я» та шукають такі ж артефакти.
Виконання головного завдання, що полягає в пошуку артефактів, передбачає знайомство з Сарою Морган і отримання від неї доручення вирушити в Сонячну систему. Там герой рятує військового Моару Отера зі «Сполучених колоній» від найманців і отримує від нього наступний артефакт. Потім виявляється, що Сем Кое, виходець із «Колективу вільних зірок», а тепер один із «Сузір'я», знайшов потенційну підказку щодо ще одного артефакта на планеті Акіла. Реліквію вдається відбити у бандитки Шоу.
Наступним завданням стає пошук дослідника Беретта серед піратів «Багряного флоту». Герой визволяє Беретта з полону пірата Мацури та розшукує учасників «Сузір'я» Андрею та Владіміра, щоб отримати ще два артефакта, котрі розташовані на випадкових планетах.
Коли зібрано провідних фахівців, протагоніст повинен проникнути в місто Неон, яке належить корпорації «Ryujin Industries», і розшукати частину артефакта. Після цього його починає переслідувати зореліт фракції «Зоренароджених» «Спіраль» з вимогою повернути артефакт назад. Можливо погодитися на вимогу, вступити в бій, або втекти. «Зоренароджені» прагнуть завадити дослідженням артефактів, але Владімір наполягає на продовженні їх збору. Тож герой відвідує ще кілька планет і відбирає артефакти в «Зоренароджених» і в капітана Петрова.
«Зоренароджені» нападають на станцію «Око», де розташована штаб-квартира «Сузір'я». На вибір пропонується вирушити на порятунок екіпажу «Ока», або на захист артефактів. У цій місії один з напарників неминуче гине. В обох випадках теолог Маттео пропонує відвідати свого старого знайомого Пілігрима, щоб довідатися про призначення «Єдності», до якої ведуть артефакти. Давши правильні відповіді на запитання Пілігрима, герой відкриває шлях у стародавні руїни, де отримує координати таємничої Останньої зорі.
Герой зустрічає Мисливця «Зоренароджених», яких раніше атакував «Око». Мисливець запрошує його на борт свого зорельота та знайомить із Посланцем, який виявляється напарником, загиблим на «Оці». Герой довідується, що «Єдність» — це місце, звідки можна переміщуватися в інші всесвіти, де історія пішла іншим шляхом. «Зоренароджені» складаються з людей, які відшукали «Єдність» у інших всесвітах. Таким чином Посланець — це двійник напарника з іншої реальності. Він радить відвідати Місяць, де на базі НАСА міститься наступний артефакт. Коли його знайдено, «Зоренароджені» атакують героя і він може заручитися підтримкою або Мисливця, або Посланця (чи битися проти їх обох і решти «Зоренароджених»). Потім він повертається до «Сузір'я» та вирушає на станцію «Nishina», де заради наступного артефакта доводиться обирати долю її екіпажу: загинуть усі, крім інженера Рафаеля, чи загине Рафаель, а решта виживуть.
Біля планети Масада III герой зустрічається з «Зоренародженими» та, залежно від попередніх рішень, отримує допомогу або від Мисливця, або від Посланця (або не отримує зовсім). Протагоніст спускається на планету, де входить у підземний храм і забирає останній артефакт. Добуті артефакти складаються в армілярну сферу та переносять героя до простору, де він зустрічає свого двійника, з яким можна обговорити деякі найважливіші питання. Відкривається вибір: вирушити до іншого всесвіту чи повернутися до рідного. В обох випадках герой опиниться на початку власної історії, але зберігши накопичений досвід і вміння.

## Розробка
Ідея створення науково-фантастичної гри в Bethesda Game Studios виникла у 2004 році, проте тоді розробники віддали перевагу постапокаліптичній Fallout, якраз отримавши ліцензію на створення ігор цієї франшизи. Активна розробка Starfield почалася в листопаді 2015 року, коли студія закінчила працювати над Fallout 4, після двох років підготовчого періоду. За словами Тодда Говарда, режисера Starfield, причиною затримки в розробці був брак «технічних ресурсів», які вимагав проєкт. Студія створила велику базу даних, що включала різні аспекти всесвіту Starfield, такі як передісторія і архітектура, щоби співробітники могли використовувати цю інформацію в роботі над проєктом. Назва закріпилася за проєктом із самого початку й інші варіанти не розглядалися.
Ігровий рушій Creation Engine, розроблений для попередніх ігор студії, був істотно перероблений, включно з такими функціями як анімація, рендеринг, штучний інтелект тощо. Згідно з Еріком Брауном, старшим програмістом Bethesda, система анімацій взагалі була написана «з нуля». Говард сказав, що розробники знову повернулися до використання процедурної генерації, але пізніше зауважив, що підхід до створення міст та певних локацій у грі залишився незмінним. Він додав, що вони намагалися додати більше рольових елементів і зробити роль неігрових персонажів більш істотною. Іштван Пелі, провідний художник Starfield, описав візуальне оформлення гри як «НАСА-панк». Хоча дизайн кораблів має футуристичні риси, він частково натхненний космічними технологіями XXI століття. Для привнесення автентичності, Говард відвідав штаб-квартиру SpaceX, «щоби поспілкуватися з людьми, які здатні подалі зазирнути в майбутнє», що вплинуло на дизайн та ігровий процес. Попри те, що гра спирається на наукові факти, вона не є «жорсткою фантастикою». Сценарій гри має понад 150 тис. рядків діалогів, що більше, ніж в Skyrim або Fallout 4, попередніх проєктах Bethesda.
У червні 2018 року Говард заявив, що деякі частини гри вже можна завершити та описав подорожі її всесвітом як «все ще небезпечні», порівнявши їх із польотами на літаках в 1940-х. У вересні 2020 року, у мережі з'явилися кілька скриншотів, які нібито представляли ігровий процес версії Starfield 2018 року, але студія ніяк не прокоментувала цей витік. Інон Зур, композитор серій Dragon Age і Fallout, писав музику для гри впродовж декількох років, описавши її напрям як «класичний науково-фантастичний». Під час розробки, студія натрапила на труднощі через пандемію коронавірусної хвороби, і більш як 450 співробітників, які займаються розробкою гри, були змушені працювати дистанційно. Еміль Пальяруло і Метт Карофано є провідним дизайнером та художнім керівником проєкту відповідно. За чутками актор Том Круз брав участь у створенні гри, проте розробники спростували це пізніше. Провідні інженери Xbox допомагають студії в оптимізації версії Starfield для Xbox Series X/S.
На презентації «Starfield Direct» 11 червня 2023 року компанія Bethesda поділилася подробицями про міста та поселення в грі, дерева навичок, поліпшення та космічні бої. Було опубліковано системні вимоги Starfield, серед яких SSD зі 125 ГБ вільного місця. Таким чином Starfield стала першою відеогрою, для якої наявність SSD обов'язкова.

## Маркетинг і випуск

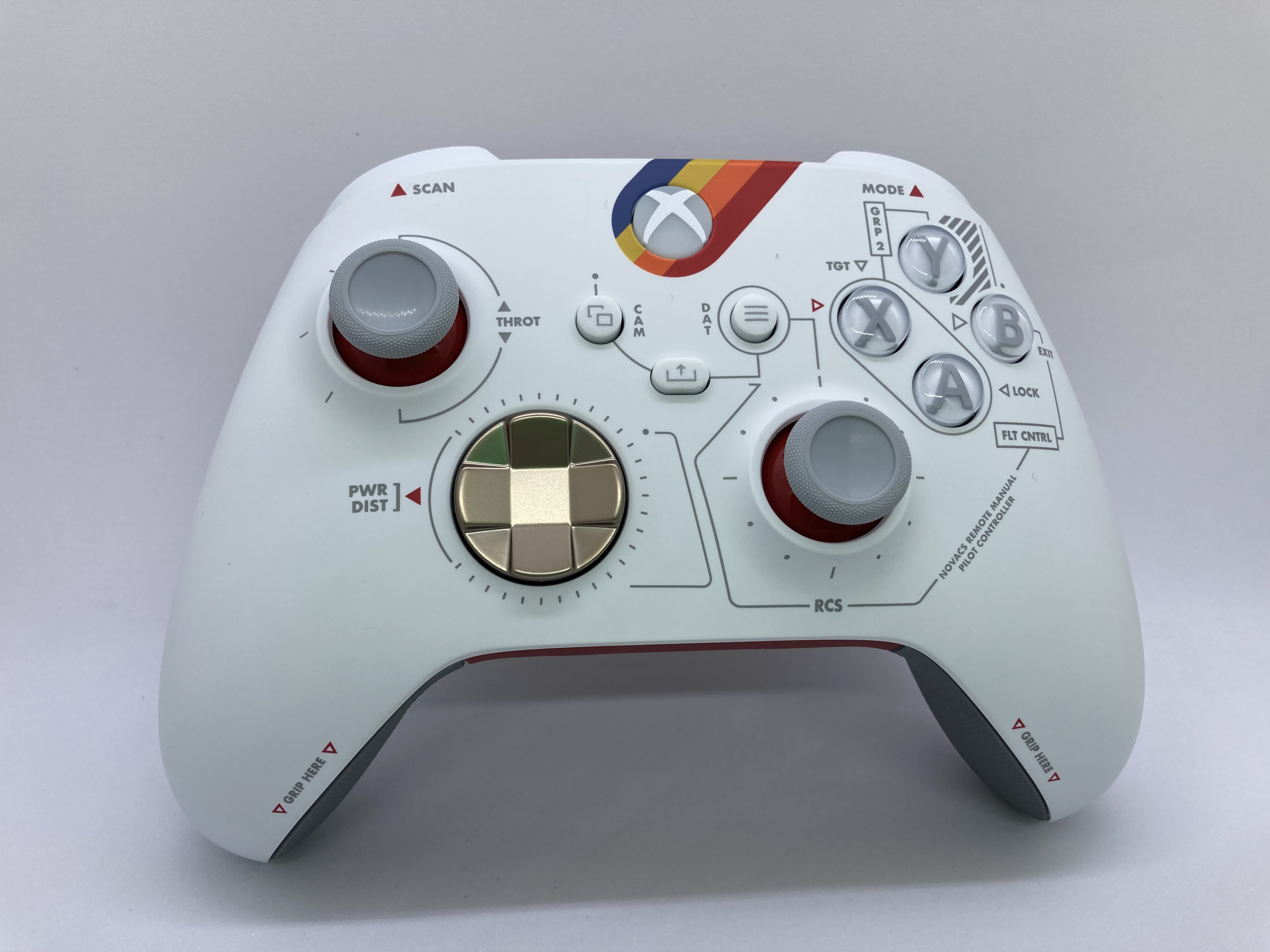
Геймпад для Xbox Series X/S обмеженої серії, присвяченої Starfield

Starfield була анонсована на виставці E3 в червні 2018 року. У червні 2021 року було презентовано кілька рекламних матеріалів гри, включно з тизер-трейлером альфа-версії та концепт-артами. У червні 2022 року Bethesda повідомила деталі сюжету та показала ігровий процес із локаціями, перестрілками, налаштуванням персонажів і космічними подорожами. У червні 2023 року відбулась трансляція Starfield Direct, під час якої розробники детальний розглянули ігровий процес. Упродовж розробки студія випускала відеощоденники стосовно різних аспектів проєкту, як-от побудова його світу та звуковий дизайн.
Гру випущено 6 вересня 2023 року для Microsoft Windows та Xbox Series X/S; раніше її випуск було перенесено з 11 листопада 2022-го на I—II квартал 2023-го. Вона є консольним ексклюзивом Series X/S і стала доступною в сервісі за підпискою Xbox Game Pass у день випуску. Гра має спеціальне видання, що надає доступ до доповнення «Розбитий простір» після його виходу, косметичного набору та інших цифрових предметів, як-от артбук і саундтрек. Крім того, вона має колекційне видання, що містить згадані цифрові, а також фізичні предмети, включно з годинником у стилі Starfield. Передзамовлення будь-кого видання надавало кілька внутрішньоігрових предметів і доступ до гри на п'ять днів раніше до офіційного випуску. Microsoft випустила обмежену серію аксесуарів, присвячених грі, серед яких контролер і навушники.

## Сприйняття
| Агрегатор  | Оцінка                    |
| ---------- | ------------------------- |
| Metacritic | (PC) 87/100 (XSXS) 85/100 |
| OpenCritic | 91 %                      |

| Видання               | Оцінка |
| --------------------- | ------ |
| Destructoid           | 10/10  |
| Digital Trends        | [ 47 ] |
| Game Informer         | 8.5/10 |
| GameSpot              | 7/10   |
| GamesRadar+           | [ 50 ] |
| Hardcore Gamer        | 4/5    |
| IGN                   | 7/10   |
| PC Gamer (США)        | 75/100 |
| PCGamesN              | 7/10   |
| PCMag                 | [ 55 ] |
| RPGFan                | 98/100 |
| Shacknews             | 9/10   |
| TechRadar             | [ 58 ] |
| The Guardian          | [ 59 ] |
| Video Games Chronicle | [ 60 ] |
| VG247                 | [ 61 ] |
| VideoGamer.com        | 9/10   |

Starfield отримала «переважно схвальні» відгуки, згідно з агрегатором Metacritic, і 91 % критиків рекомендували її на OpenCritic. Starfield отримала найкращий старт продажів з-поміж усіх ігор від Bethesda. За два тижні після релізу в неї зіграли понад 10 млн гравців.
Згідно з Меттом Міллером із GameInformer, «Радість дослідження є основним принципом гри, і досягнення цього відчуття є ключовим фактором успіху Starfield». Гра постійно підтримує інтерес діалогами та побічними завданнями. Подорожі космосом і бої посідають значне місце в грі, проте більшість часу проводиться на планетах. Пересування полегшене реактивними ранцями, тоді як наземні бої надто покладається на суворий розрахунок. Також було розкритиковано потребу регулярно входити в різні меню.
Майкл Гайгам у GameSpot позитивними аспектами гри описав захопливі завдання та перестрілки, і задоволення від відкриттів. Негативними аспектами визначався ненатхненний центральний сюжет, неглибокі рольові механіки, та складна навігація. В рецензії зазначалося: «Попри всю свою шанобливість до наукової філософії, її історії та персонажі малюють досить скромне та безплідне бачення того, як могло б виглядати майбутнє нашого космосу… Starfield — це гра, яка більше стурбована кількістю, ніж якістю».
Ден Стейплтон у IGN зробив висновок, що перші кілька годин Starfield нудні, але в підсумку гра залишає бажання повернутися в неї. В ній доволі багато технічних помилок, але немає таких, які критично перешкоджали б задоволенню від дослідження галактики. При цьому типово для ігор Bethesda, центральне сюжетне завдання не вельми варіативне. «Ваші варіанти тут здебільшого залежать від того, чи хочете ви бути бойскаутом, для якого добрий вчинок є винагородою, мудрим найманцем, який просить винагороди за добрий вчинок, чи всебічним бізнес-найманець, який вимагає передоплати за добру справу».
Павло Чуйкін з ITC.ua вказав, що гра «сповнена несподіванками та класичними, для розробника, цікавостями та активностями». В той же час дається взнаки застарілий рушій, через що гра поділена на багато невеликих локацій, між якими потрібно чекати завантаження. В цілому гра погано оптимізована, «Проте вона дає різні інструменти, з якими геймерам буде цікаво проводити тут багато часу».